# Holly Lincoln-Smith

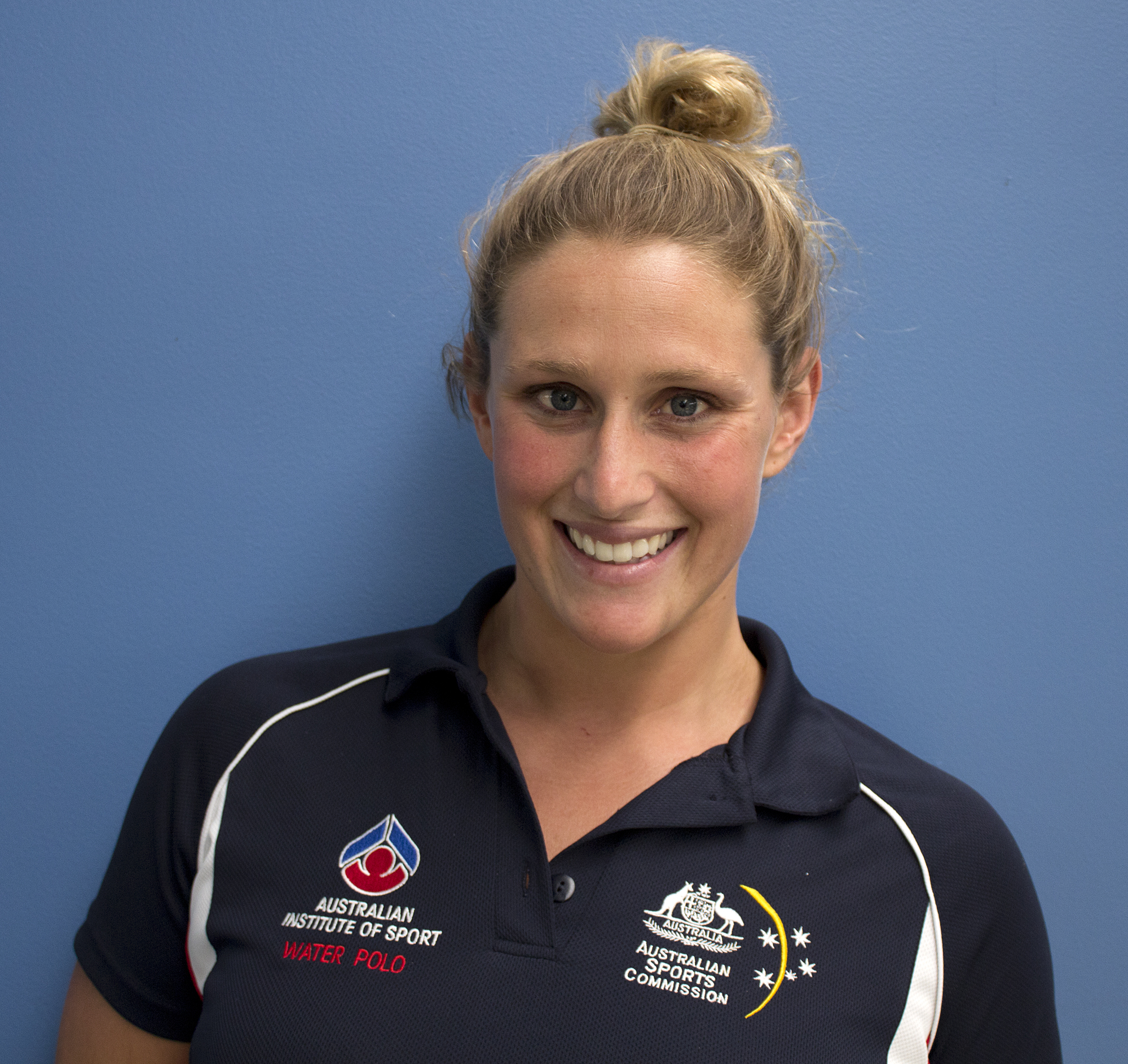
Holly Lincoln-Smith (2012)

Holly Jane Lincoln-Smith (* 26. März 1988 in Sydney) ist eine ehemalige australische Wasserballspielerin. Sie gewann die Bronzemedaille bei den Olympischen Spielen 2012 und die Silbermedaille bei der Weltmeisterschaft 2013.

## Sportliche Karriere
Holly Lincoln-Smith wurde in der Highschool von der Olympiasiegerin Debbie Watson zum Wasserball gebracht. Die 1,83 Meter große Lincoln-Smith spielte auf der Centerposition. 2007 gewann sie mit der australischen Juniorinnen-Nationalmannschaft die Goldmedaille bei den Juniorenweltmeisterschaften.
Ihr erstes großes internationales Turnier mit der Nationalmannschaft war die Weltmeisterschaft 2009. Dort wurde Lincoln-Smith mit der australischen Mannschaft Sechste, wobei sie insgesamt sechs Turniertore warf. Zwei Jahre später belegten die Australierinnen den fünften Platz bei der Weltmeisterschaft 2011. Beim olympischen Wasserballturnier 2012 in London gewannen die Australierinnen ihre Vorrundengruppe vor den Russinnen und den Italienerinnen. Im Viertelfinale besiegten die Australierinnen die Chinesinnen im Penaltyschießen, nachdem das Spiel nach der Verlängerung 16:16 gestanden hatte. Nachdem die Australierinnen im Halbfinale nach Verlängerung 9:11 gegen das US-Team verloren hatten, mussten sie auch im Spiel um Bronze in die Nachspielzeit. Diesmal gewannen sie mit 13:11 gegen die Ungarinnen. Lincoln-Smith warf insgesamt fünf Turniertore, zwei davon im Spiel um Bronze.
2013 bei der Weltmeisterschaft in Barcelona gewannen die Australierinnen ihre Vorrundengruppe. Mit Siegen über Usbekistan und Griechenland erreichten sie das Halbfinale und gewannen 9:6 gegen die Russinnen. Im Finale unterlagen die Australierinnen den Gastgeberinnen mit 6:8. Holly Lincoln-Smith warf zwölf Turniertore, davon eins im Finale. Zwei Jahre später bei der Weltmeisterschaft 2015 gewannen die Australierinnen erneut ihre Vorrundengruppe. Nach einem Sieg gegen China im Viertelfinale unterlagen die Australierinnen im Halbfinale dem Team aus den Vereinigten Staaten, wobei Lincoln-Smith in diesem Spiel ein Tor erzielte. Das Spiel um den dritten Platz gegen die Italienerinnen musste nach der Verlängerung im Penaltyschießen entschieden werden, die Australierinnen unterlagen. Beim olympischen Wasserballturnier 2016 in Rio de Janeiro unterlagen die Australierinnen den Chinesinnen im Viertelfinale nach Penaltyschießen. Letztlich belegten die Australierinnen den sechsten Platz. Lincoln-Smith warf noch einmal insgesamt zwei Tore.
Ihre Schwester Emma Lincoln-Smith nahm als Skeletonfahrerin an den Olympischen Winterspielen 2010 teil.